# Front Oriental de la Segona Guerra Mundial
|  | Aquest article tracta sobre la Segona Guerra Mundial. Si cerqueu la Primera Guerra Mundial, vegeu «Front oriental (Primera Guerra Mundial)». |

El Front Oriental de la Segona Guerra Mundial són una sèrie d'enfrontaments militars entre el Tercer Reich i els seus veïns orientals, particularment la Unió Soviètica, en el marc de la Segona Guerra Mundial. El conflicte també és conegut pels russos com la Gran Guerra Patriòtica i s'allargà entre 1941 i 1945 en diverses fases.

## 1939: Inici de la guerra

### Invasió de Polònia
Tot i l'ocupació i annexió de territoris i petits estats limítrofs amb Alemanya, Hitler no en tenia prou i reclamava a Polònia l'ocupació de la ciutat lliure de Danzig i un corredor de terra entre Alemanya i la Prússia Oriental. Polònia s'hi va negar repetides vegades en part per por a la reacció soviètica i en part perquè pensava que això només encoratjaria Hitler a fer altres demandes. El 23 d'agost de 1939, Alemanya i l'URSS signaren el Pacte Molotov-Ribbentrop que, a més de ser un tractat de no-agressió entre els dos països, tenia unes clàusules secretes segons les quals s'acordava el repartiment de Polònia. Llavors, Hitler, segur d'ell mateix a causa dels seus anteriors èxits, va decidir envair Polònia, convençut que ni França ni el Gran Bretanya hi intervindrien.
La guerra va començar la matinada de l'1 de setembre de 1939 quan Alemanya va envair Polònia. Aquesta agressió estava motivada per l'ànsia de Hitler d'obtenir el control sobre la ciutat lliure de Danzig i un corredor de terra entre aquesta ciutat i Alemanya. Com a excusa davant la comunitat internacional, Hitler va utilitzar un incident fronterer fictici que ell mateix havia planejat. El dia 3, Gran Bretanya i França van declarar la guerra a Alemanya però, excepte algunes escaramusses en la frontera franco-alemanya, cap dels dos països va emprendre cap acció militar contra Alemanya.
Aquí va ser on l'exèrcit alemany va posar en pràctica la Blitzkrieg o (guerra llampec) que consistia a rodejar les posicions defensives enemigues i encerclar-les. Mentrestant, altres tropes continuaven avançant cap a l'interior del país ocupant les ciutats i els punts estratègics. Les tropes encerclades podien resistir durant un temps però, aïllades de la resta de l'exèrcit, tard o d'hora acabaven per rendir-se.
L'exèrcit alemany, amb el suport dels bombardeigs de la Luftwaffe, va superar fàcilment les defenses poloneses i el 8 de setembre ja havia arribat als afores de la capital, Varsòvia. El dia 17, l'exèrcit soviètic va envair Polònia des de l'est, amb el pretext de protegir la població belarussa i ucraïnesa de la zona. En realitat, la repartició de Polònia entre Alemanya i la Unió Soviètica ja havia estat prèviament acordada en el Pacte Molotov-Ribbentrop d'agost de 1939. Varsòvia va caure el 27 de setembre i les últimes tropes poloneses van rendir-se el 6 d'octubre.

### Guerra d'Hivern
El 30 de novembre de 1939, la Unió Soviètica va atacar Finlàndia amb la intenció d'envair-lo. Inicialment, l'exèrcit finès va resistir molt bé l'embat soviètic però els russos es van imposar a còpia d'homes i el març de 1940 els finesos es van veure forçats a demanar un armistici. La Unió Soviètica va obtenir importants concessions territorials però la capacitat operativa del seu exèrcit va ser posada en dubte per les dificultats que va tenir per obtenir tan sols una victòria relativa. Això va acabar de convèncer a Hitler que la invasió de la Unió Soviètica era possible.

## 1940: La guerra s'estén

### Invasió de Noruega i Dinamarca

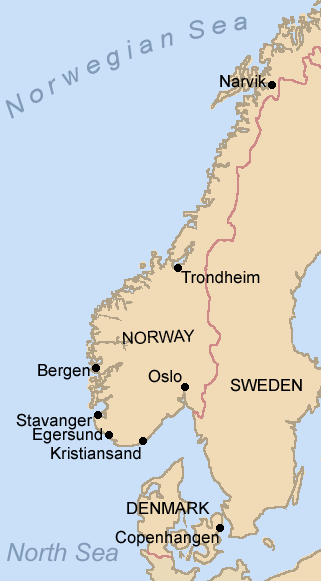
Ports noruecs on van desembarcar les tropes alemanyes.

El 9 d'abril de 1940 l'exèrcit alemany va iniciar la invasió de Noruega i Dinamarca. En part, per assegurar-se el subministrament de ferro de les mines sueques, del que Alemanya depenia per al seu esforç de guerra i que era transportat a través del port noruec de Narvik. Però també per impedir una possible ocupació aliada de Noruega i al mateix temps evitar el bloqueig dels ports alemanys decretat per Gran Bretanya des de la declaració de guerra el setembre passat. Dinamarca no tenia cap valor estratègic però els ports danesos donaven un fàcil accés als ports noruecs i, a més, en ser un país veí calia tenir-lo controlat d'alguna manera.
Dinamarca es va rendir quasi immediatament. El govern danès sabia perfectament que no podia fer res contra l'exèrcit alemany i va voler evitar un vessament inútil de sang. A causa d'aquesta poca resistència, l'ocupació alemanya va ser lleugera comparada amb la d'altres països ocupats. Les institucions daneses van poder conservar gran part de la seva autonomia i es va posposar la deportació de la població jueva. Aquesta actitud permissiva es va acabar l'agost de 1943. Les derrotes alemanyes a Stalingrad i El Alamein havien provocat creixents disturbis i manifestacions antialemanyes que, segons els nazis, el govern danès no va castigar amb la suficient duresa.
L'ocupació de Noruega va ser més complicada. Les tropes alemanyes van poder ocupar els ports en només tres dies però l'exèrcit noruec es va replegar a les valls de l'interior del país, molt muntanyós, i allà es va preparar per oferir resistència. A més, Gran Bretanya i França van enviar algunes divisions per ajudar els noruecs. Però la situació de les tropes aliades es va anar tornant cada dia més crítica i el 28 d'abril els britànics van decidir retirar-se del sud de Noruega. Només al nord, al port de Narvik, la guarnició alemanya, aïllada de la resta de l'exèrcit, va poder ser derrotada, i el port ocupat el 28 de maig. Però llavors, la invasió alemanya dels Països Baixos i Bèlgica havia canviat les prioritats defensives de britànics i francesos. El 8 de juny, després de destruir les instal·lacions portuàries, les tropes aliades van ser evacuades del nord de Noruega. Finalment, el 10 de juny Noruega es va rendir incondicionalment.

### Annexions soviètiques
A conseqüència del Pacte Molotov-Ribbentrop, el juny de 1940 la Unió Soviètica va ocupar Estònia, Letònia i Lituània i es va annexar les regions romaneses de Bessaràbia i Bucovina del Nord.

## 1941:Invasió de la Unió Soviètica

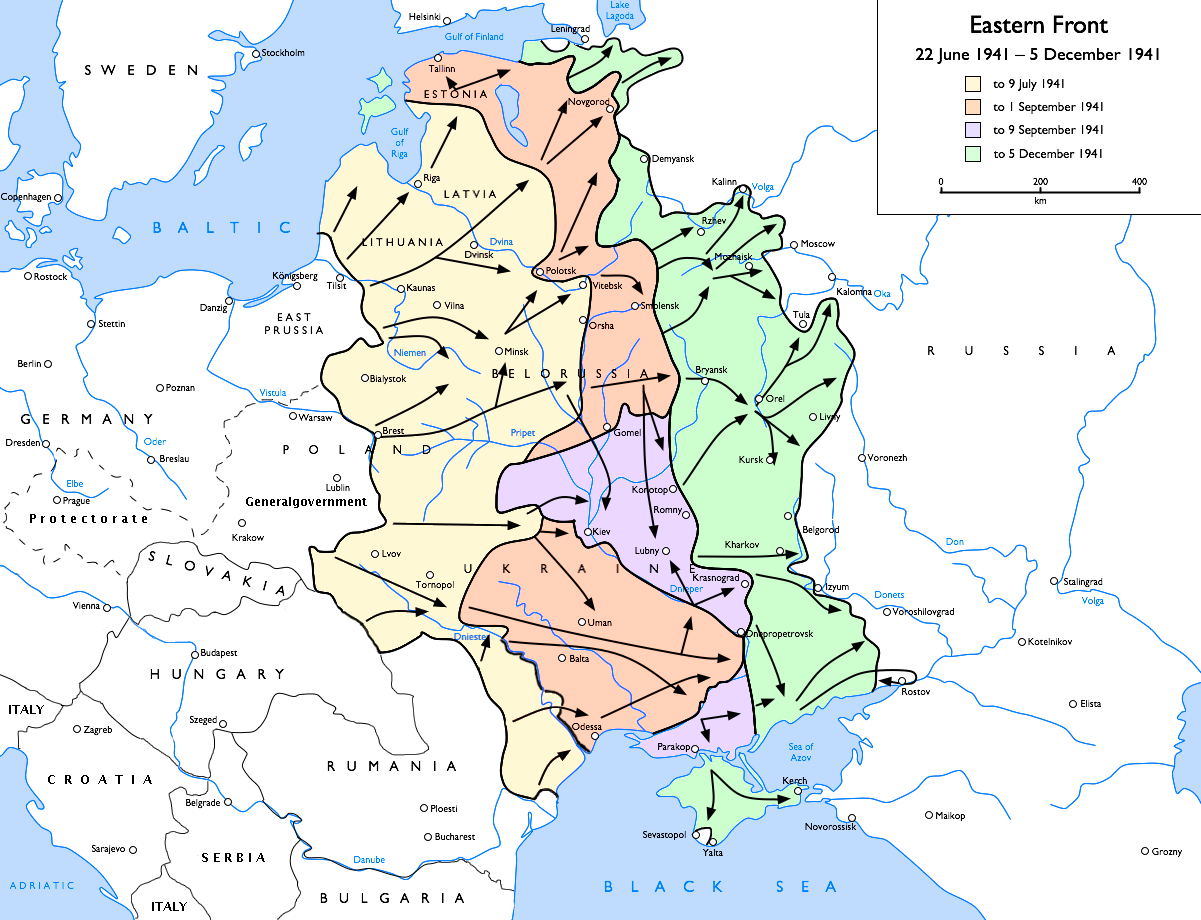
Avanç alemany en el Front Oriental entre el 22 de juny i el 5 de desembre de 1941.

La matinada del 22 de juny de 1941 començà l'Operació Barbarroja, la invasió alemanya de la Unió Soviètica. Va ser un atac per sorpresa, ja que fins a la data, Alemanya i la Unió Soviètica tenien un tractat de no agressió segons el Pacte Molotov-Ribbentrop d'agost de 1939. L'ofensiva estava organitzada en tres grans fronts: un, al nord en direcció a Leningrad; el segon, al centre en direcció a Moscou; i el tercer, més al sud en direcció a la regió industrial del Donets i els camps petrolífers del Caucas.
L'objectiu de Hitler era encerclar i derrotar ràpidament a l'exèrcit soviètic a les planes de Belarús i Ucraïna per després ocupar tota la part europea de la Unió Soviètica fins a la línia Arkhànguelsk-Urals-Volga-Astracan, des l'Àrtic fins al Mar Caspi.
Amb la idea de derrotar ràpidament els exèrcits soviètics, els alemanys havien concentrat prop de 140 divisions que incloïen 3.200.000 d'homes, 625.000 cavalls, 7.100 peces d'artilleria, 3.300 tancs i 2770 avions. Els aliats d'Alemanya: Itàlia, Hongria, Romania i Bulgària també aportaven unes quantes divisions cadascun, a més de diverses divisions de voluntaris d'altres països com la División Azul d'Espanya. Enfront, l'Exèrcit Roig disposava de 134 divisions, 2.500.000 d'homes, 24.000 tancs i 8.000 avions. Va ser, sens dubte, l'operació militar més gran de la història.

## 1942: Punt mort
Durant l'hivern de 1941-42, els soviètics van poder recuperar una mica de terreny al voltant de Moscou, però no es va aconseguir forçar una retirada general tal com hauria volgut Stalin. A la primavera, el front va quedar més o menys estable mentre ambdós bàndols es dedicaven a fer plans per a l'ofensiva de l'estiu. Hitler va canviar d'objectiu respecte l'any anterior i va concentrar els seus esforços en capturar els pous petrolífers del Caucas. Això deixaria els soviètics sense una part important del seu subministrament de combustible alhora que solucionaria els problemes alemanys per a la seva obtenció. El pla consistia a capturar tota la regió entre els mars Negre i Caspi i els monts Caucas al sud. Mentestant, un altre grup d'exèrcits tallaria el riu Volga més amunt de Stalingrad per a protegir el flanc de l'avanç alemany.
L'atac va començar al darreres dies de juny de 1942 i va acabar a principis de novembre, irònicament, perquè en arribar a prop de Grozni, a pocs quilòmetres dels pous de petroli, els tancs alemanys es van quedar sense combustible. A més, en aquell moment les línies alemanyes estaven sobreexteses i els contraatacs soviètics els van obligar a una lenta però inexorable retirada.
Més al nord, els alemanys van arribar al riu Volga el 20 d'agost i, tot seguit, van començar l'atac contra Stalingrad. Stalin va ordenar que la ciutat fos defensada a qualsevol preu i així va començar un setge que tindria importants conseqüències per al desenvolupament de la guerra. De carrer en carrer, durant 3 mesos, els alemanys van anar reduint el perímetre defensiu soviètic. Però el 19 de novembre, en el moment en què la batalla estava en el seu punt àlgid, els soviètics van llançar un contraatac en forma de pinça (Operació Urà) que va deixar el Sisè Exèrcit Alemany encerclat dins la ciutat. Hitler no va permetre que les seves tropes intentessin escapar del cercle, ja que això implicava abandonar la ciutat ja ocupada, i els soviètics van resistir tots els intents de trencar el setge des de fora. Durant mesos, els alemanys van enviar subministraments al 6è Exèrcit per aire, però només podien proporcionar-los una sisena part de les quantitats d'aliments i municions necessàries, i cap al final de l'any la situació dels assetjats era desesperada.
Les primeres setmanes l'avanç alemany va ser ràpid i efectiu.
Al nord, els estats bàltics van ser ocupats i el 8 de setembre va començar el setge de Leningrad, que duraria fins al gener de 1944. Al centre, l'ofensiva va capturar la totalitat de Belarús i va arribar fins a Smolensk, capturada el 16 de juliol. Al sud, l'avanç a través d'Ucraïna va ser una mica més lent d'allò esperat. Això va fer que Hitler ordenés una parada a l'ofensiva del front central per proporcionar ajuda al del sud. La majoria de generals alemanys no van estar d'acord amb aquesta decisió, ja que consideraven Moscou l'objectiu prioritari.
Finalment, després de la caiguda de Kíev, el 19 de setembre, es va donar l'ordre de continuar cap a Moscou (Operació Tifó). Però llavors, va començar el mal temps al front oriental, les pluges primer i la neu i el fred després van alentir l'avanç alemany, que a més es va trobar una creixent resistència de l'exèrcit soviètic a mesura que s'acostava a la capital. Els alemanys van poder arribar fins a les portes de la ciutat (a només 30 quilòmetres del Kremlin) però no més enllà. El 5 de desembre, Hitler va ordenar una parada general de l'ofensiva, en espera de poder continuar-la a la primavera següent.

## 1943: El tomb de la guerra

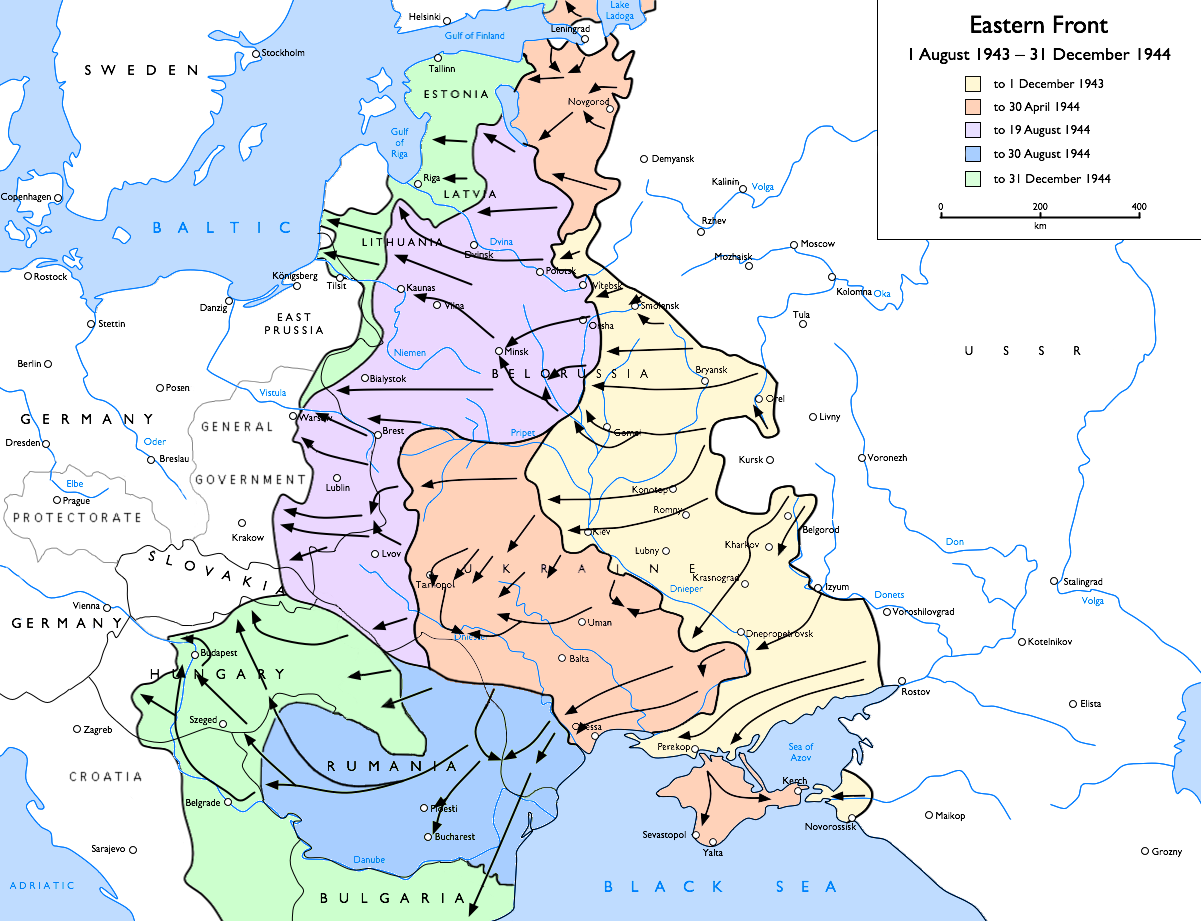
Avanç soviètic de l'1 d'agost de 1943 al 31 de desembre de 1944

Les últimes tropes alemanyes a Stalingrad es van rendir el 2 de febrer de 1943. Dels 300.000 soldats que formaven el 6è Exèrcit, només 96.000 van sobreviure per a ser capturats pels soviètics. Aquest va ser un dels grans punts d'inflexió en l'escenari europeu de la 2a Guerra Mundial.
A principis de 1943, els soviètics van iniciar una nova ofensiva. La ciutat de Khàrkiv va canviar de mans un parell de vegades, però no es van produir grans canvis en la situació de la guerra. Tanmateix, els successius avanços i retrocessos del front en els últims mesos havien deixat un sortint de les forces soviètiques al voltant de la ciutat de Kursk.
Hitler va voler recuperar la iniciativa de la guerra organitzant una gran ofensiva en aquesta zona per al juliol de 1943: l'Operació Zitadelle. Durant el transcurs d'aquesta, el 12 de juliol, es va produir la batalla de Prokhorovka, considerada la major batalla de carros blindats de la història, amb més de mil tancs involucrats. Per als alemanys va ser una completa derrota, on no es va aconseguir cap dels objectius fixats.
A partir de la batalla de Prokhorovka i fins al final de la guerra, els alemanys ja no van organitzar cap més operació d'importància en el front oriental, limitant-se a retrocedir a mesura que els soviètics avançaven.

## 1944: El principi del final
Entre el setembre de 1943 i el maig de 1944, els soviètics van efectuar un ràpid avanç en el sector meridional del front recuperant la totalitat d'Ucraïna fins a la frontera amb Romania i Polònia. Al llarg del 1944, els successius atacs als sectors nord, centre i sud del front van donar continuïtat al cada vegada més ràpid avanç en direcció a Alemanya.
En el sector nord, els soviètics van aixecar completament el setge de Leningrad i van continuar avançant cap a Estònia i Letònia. També van aconseguir recuperar tot el territori que els finlandesos havien capturat durant l'ofensiva de 1941, forçant la rendició de Finlàndia el 4 de setembre de 1944. En el sector centre, l'Operació Bagration va aniquilar completament el grup d'exèrcits alemanys i va permetre als soviètics avançar uns 600 km a través de Belarús i entrar a Lituània, Polònia i Hongria. En el sector sud, la defensa de l'exèrcit romanès va col·lapsar i el rei Carles II de Romania va aprofitar l'oportunitat per demanar un armistici amb els russos. Els alemanys van respondre intentant assassinar al rei, cosa que no va agradar gens als romanesos que van unir-se als aliats declarant la guerra a Alemanya. Els alemanys es van veure obligats a retirar-se del país. Al cap d'una setmana, Bulgària va passar-se també al bàndol aliat. Els soviètics van continuar avançant cap a Iugoslàvia, arribant a Belgrad el 15 d'octubre. Amb tot això, els alemanys es van veure forçats a retirar-se de Grècia per no quedar tallats.
Durant el 1944, un fet destacable va ser l'aixecament dels habitants de Varsòvia contra l'ocupació alemanya. La revolta va començar el dia 1 d'agost. Els polonesos esperaven poder resistir uns pocs dies fins que l'Exèrcit Roig arribés a la ciutat. Però això no entrava dins dels plans de Stalin que volia que després del seu alliberament, Polònia quedés sota un nou govern comunista. Per contra, els revoltats eren lleials al govern polonès a l'exili. L'avanç soviètic va ser aturat a les portes de Varsòvia. Mentrestant, els alemanys van enviar noves forces per reprendre el control de la ciutat i el 2 d'octubre els últims revoltats van haver de rendir-se.

## 1945: La fi de la guerra
Després d'estar uns quants mesos aturats al Vístula, el 12 de gener de 1945 l'exèrcit soviètic va rellançar l'ofensiva per conquerir Polònia. En poques hores, el front alemany va col·lapsar completament i els soviètics van poder avançar de forma sorprenentment ràpida. Prússia Oriental va ser ocupada i milions dels seus habitants, d'ètnia i cultura alemanyes, van fugir per mar cap a Alemanya escapant de les represàlies soviètiques. El dia 19, l'Exèrcit Roig va travessar la frontera germanopolonesa anterior a l'inici de la guerra i a final del mes va arribar a l'Oder, a només 70 km de Berlín. Allà es va aturar per reagrupar-se.

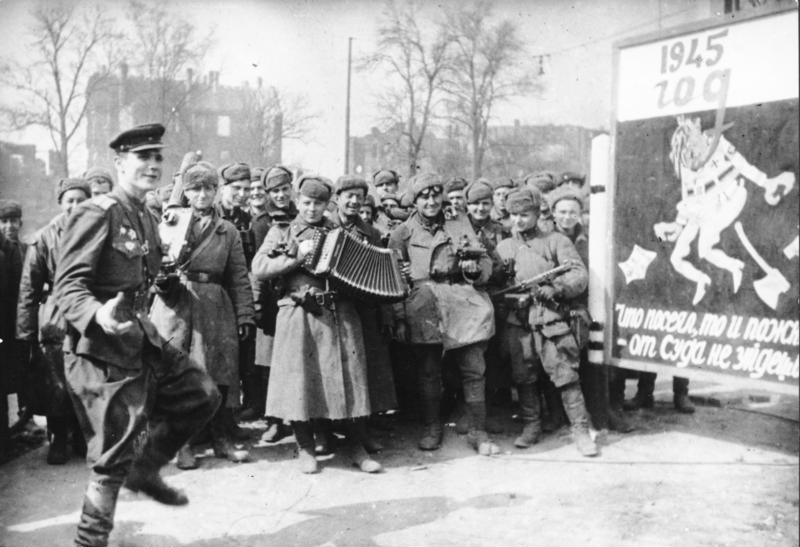
Soldats soviètics celebrant la rendició de les forces alemanyes a Berlín, el 2 maig 1945

Mentrestant, a la resta del front oriental, els soviètics avançaven a tot arreu. A Hongria, Budapest va ser capturada el 13 de febrer, després d'un llarg setge. Des d'aquí, van continuar cap a Àustria, on van entrar el 30 de març, ocupant Viena el 13 d'abril. Simultàniament, estaven avançant a través d'Eslovàquia en direcció a la República Txeca.
El 16 d'abril va començar l'atac final cap a Berlín. L'exèrcit soviètic, apostat al llarg de l'Oder, va avançar des del nord, l'est i el sud encerclant la ciutat. La defensa alemanya estava formada en part per civils, molts d'ells adolescents. Barri a barri i carrer a carrer, els soviètics van anar prenent el control de la ciutat. Hitler va refusar fugir i es va recloure en el seu búnquer, juntament amb alguns dels seus generals. El 30 d'abril, amb l'exèrcit soviètic ja només a uns quants carrers de distància, Hitler es va suïcidar. La ciutat de Berlín es va rendir el 2 de maig.
El successor de Hitler va ser l'almirall Dönitz. El 7 de maig va donar la seva autorització al general Jodl per firmar la rendició incondicional d'Alemanya que entraria en vigor l'endemà. Això va significar el final de la guerra a Europa.